# 台湾桃園国際空港

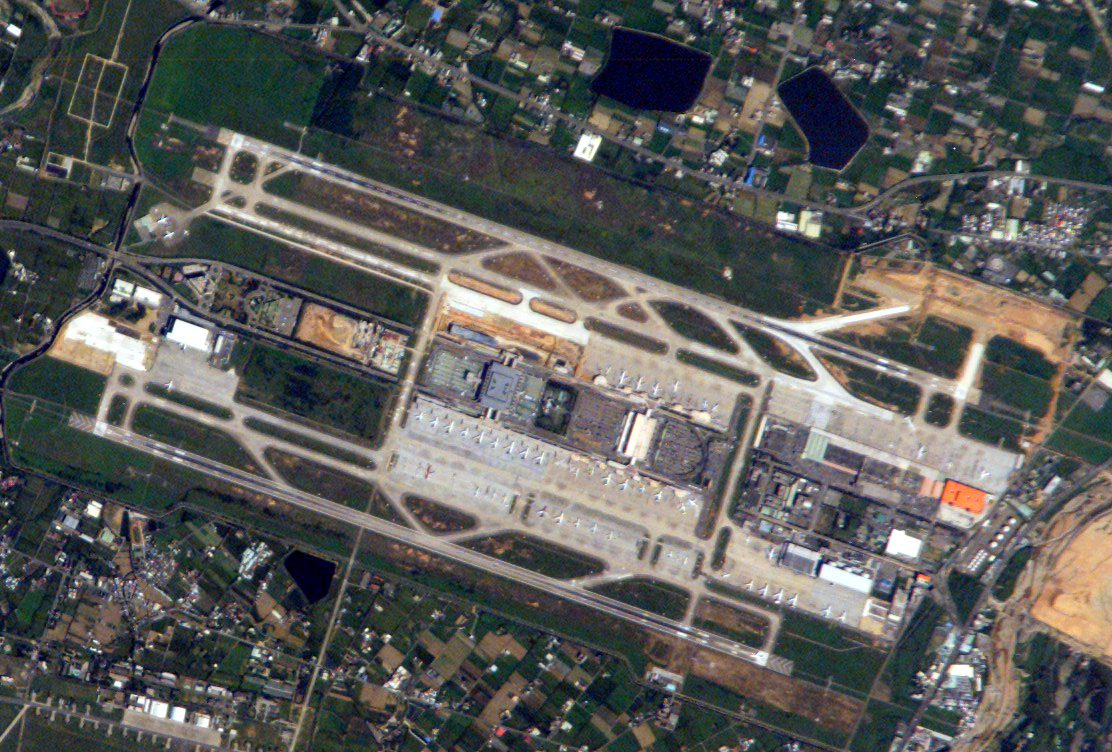
上空から

台湾桃園国際空港（たいわんとうえんこくさいくうこう、繁体字中国語: 臺灣桃園國際機場、英語: Taiwan Taoyuan International Airport）は、台湾省桃園市大園区にある台湾最大の国際空港。中華民国の首都である台北市の西に約40 kmに位置している。空港コードはTPE。

## 概要
1979年2月26日、台湾十大建設の一環として台北松山空港から国際線の業務の移転を目的とし開港した。これにより、松山空港は国内線専用、桃園国際空港は国際線主体で、国内線の一部を運航という役割分担がなされ、国内・国際の航空路線共に増便が可能となった。
2024年1月現在、チャイナエアライン（中華航空）、エバー航空（長榮航空）、スターラックス航空（星宇航空）、タイガーエア台湾（台湾虎航）がハブ空港として使用している。
2000年にターミナル2が開業した。2017年には桃園機場捷運（MRT）が開通し、台北都心との直結が実現。現在は640,000 m2の規模を持つターミナル3が建設中であり、2026年ごろの完成を予定している。
中華民国と中華人民共和国の通商交渉の結果、2008年にいわゆる三通が拡大されることになり、台湾と中国大陸の大都市を結ぶ直行便（両岸線）が増便された。
台湾の地場産業である電子機器の輸出拠点となっており、国際貨物取扱額は香港国際空港や上海浦東国際空港、仁川国際空港と並ぶアジアの拠点空港である。

### 評価
台湾桃園国際空港は、中華民国政府が発表している「アジア・太平洋空港番付」で2007年13位、2008年14位、2009年18位とランクを落としている。これは空港内の飲食物の値段が高い、旅客用カートの質といった利用者の満足度が低いことが原因とされている。このため空港側は施設の改築等に乗り出している。
国際空港評議会（ACI）の2015年の顧客サービスに関する国際空港評価「ASQ（Airport Service Quality）」において、旅客数規模別（年間旅客数2500万人以上4000万人以下）部門で世界2位を獲得した。また、旅客数最優秀賞と地域における総合評価賞（Best Airport by Size and Region）が増設されている、台湾桃園国際空港は、アジア太平洋地域の最優秀空港第3位にも選ばれた。
世界各地の空港運営団体で構成される「国際空港評議会」（ACI）が発表した世界の1202カ空港の2017年1 - 12月の乗降客数・貨物取扱量ランキング（速報）において、台湾桃園国際空港は国際線旅客数世界10位、貨物取扱量世界9位、国際航空貨物取扱量世界6位でいずれも上位10位内にランクインし、3部門全てで高い伸び率をマークした。
英国の航空サービス調査会社スカイトラックス（SKYTRAX）の2016年の顧客サービスに関する国際空港評価「World Airport Awards 2016」において、旅客数規模別（年間旅客数3000万人以上4000万人以下）部門で世界3位。また、アジア部門でも連続となる「Best Airport - Asia」に選ばれ、2部門での受賞となった。同団体発表した2018年の世界の空港ランキングベスト100で、台湾桃園国際空港は世界15位に選出された（昨年の21位から6つ順位を上げた）。
航空会社のマイレージプログラムなどの活用方法についての情報を提供するリワードエキスパート（RewardExpert）の高評価のレストランが多い国際空港ランキングにおいて、台湾桃園国際空港は、世界2位に入った。「質」と「値段」の2つの項目で、それぞれ1位、2位に入った。

### 航空旅客数
台湾桃園国際空港は、2017年の航空旅客数は年間4487万8703人に達し、前年比で6.11%成長した。

### 貨物取扱量
台湾桃園国際空港の2017年の貨物取扱量は前年比で8.22%増加し、226万9585トンに達した。

### 航空機発着回数
台湾桃園国際空港の2017年の航空機発着回数は24万6104回で、2016年に比べて0.67%増えた。また、世界各国の国際線で就航数が最も多かったのは桃園－香港線で、2017年の統計では2万9494便が就航している。

### 名称の由来
名称は、台湾の桃園市に立地する国際空港であることによる。
当初、十大建設において名称は桃園國際機場と予定されていた。しかし、開港前に中華民国の初代総統である蔣介石を記念して中正國際機場と改称された（蔣介石の本名は「中正」。「介石」は字）。英語名としては、蔣介石の英語表記「Chiang Kai‐Shek」の頭文字を取った「C.K.S. Airport」という別称が多用されていた。またチャイナエアラインの機内では、日本語アナウンスで「蔣介石国際空港」と称していた。
2006年9月6日、台灣桃園國際機場と改称された。
同空港は台湾北部にある桃園県大園郷（現：桃園市大園区）にあることから、地元である桃園県の職員や民主進歩党を始めとする泛緑連盟の人々の間では以前から桃園国際機場という別称が多用されていた。中国側でも「桃園機場」と呼ばれる場合が多かった。

## 略史
- 1979年2月26日 : 中正國際機場（中正国際空港）として開港。
- 1995年5月12日 :  同月3日に死去した歌手のテレサ・テンの遺体がタイ国際航空機でチェンマイから本空港に搬送された。
- 1998年2月16日 : チャイナエアライン676便墜落事故が発生。
- 2000年7月28日 : ターミナル2の供用開始。
- 2000年10月31日 : シンガポール航空006便離陸失敗事故が発生。
- 2003年1月18日 :スカイトレイン （PMS）が開業。

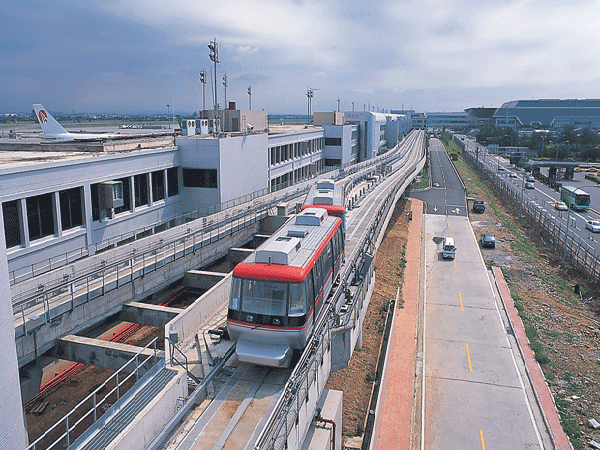
スカイトレイン

- 2006年9月6日 : 台灣桃園國際機場（台湾桃園国際空港）と改称。
- 2013年7月27日 : ターミナル1の改装が完了。
- 2014年2月19日 : 滑走路05R/23Lの改修を開始、滑走路1本のみの稼働となる。[13]
- 2015年1月8日 : 滑走路05R/23Lの改修（アスファルト舗装化）および延長（3,350m→3,800m）が完成し、供用開始。[14]
- 2015年3月6日 : 滑走路05L/23Rの改修を開始。滑走路1本のみの稼働となった。[15]
- 2015年12月24日 : 05L/23Rの運用を再開[16]。
- 2017年2月2日 : 桃園機場捷運（桃園捷運機場線）仮開業。ただし、空港内の駅は開放されず、運行時間は8-16時[17]。
- 2017年2月16日 : 空港駅（機場第一航廈駅、機場第二航廈駅）が仮開業、桃園機場捷運台北駅でのITCI（インタウン・チェックイン、免税手続き）を開始。搭乗便出発時刻3時間前まで[17]。
  - ITCIはチャイナエアライン、エバー航空、ユニー航空、マンダリン航空の当日自社運航便が対象で、仮開業のため列車運行時間帯のみ利用可能。
- 2017年3月2日 : 桃園機場捷運正式開業に伴い列車の運行時間帯を6-24時、桃園捷運台北駅でのITCI営業時間を6時から21時30分（該当するフライト出発時間は9時から24時30分）に拡大[17]。また、空港職員、旅客とも空港内ターミナル、ホテル（A12-A13-A14a）相互駅間でIC乗車カード（悠遊卡(Easycard)、一卡通(iPASS)、有銭卡(Happycash2.0)）での利用時に限り無料となる[18]。
- 2017年5月26日 : ターミナル3の建設に着工[19]。
- 2017年7月1日 : チャイナエアラインが高雄国際空港との国際線連絡便を廃止。[20]。
- 2019年12月16日 : 新管制塔が完成、併用開始。高さ65メートルと旧管制塔より20メートル近く高く、管制室の直径は旧塔のおよそ3.5倍となる14メートルとなった。新管制塔に導入された自動化システムは航空管制やアビオニクス、気象情報、誘導施設など15種類のシステムの機能があり、直径8メートル・高さ2.9メートルの360度パノラマのシミュレータが搭載され、空港の様々な状況や天気変化を監視することが可能となった[21]。
- 2023年7月26日 : 初めて空港を使用した軍事演習が実施される。敵兵がヘリコプターを使用してターミナルに侵入したことを想定したもの[22]。
- 2026年頃 : ターミナル3、および機場第三航廈駅が開業予定。

## 就航航空会社と就航地
2025年1月現在。
※ △印はスカイチーム加盟航空会社、☆印はスターアライアンス加盟航空会社、◎印はワンワールド加盟航空会社。太字は本空港を拠点とする航空会社。

### 第1ターミナル
| 航空会社                     | 就航地 |
| ---------------------------- | --- |
| チャイナエアライン △         | 【東アジア】 香港、ソウル/仁川、釜山 【東南アジア】 ホーチミン、ハノイ、ダナン、プノンペン、バンコク/スワンナプーム、チェンマイ、クアラルンプール、ペナン、シンガポール、ジャカルタ、デンパサール、マニラ、セブ、ヤンゴン 【ヨーロッパ】 アムステルダム、ローマ、ウィーン、フランクフルト、ロンドン/LHR、プラハ 【オセアニア・太平洋】 コロール |
| タイガーエア台湾             | 【日本】 東京/羽田、東京/成田、大阪/関西、名古屋/中部、福岡、沖縄/那覇、札幌/新千歳、岡山、仙台、函館、小松、旭川、花巻、茨城、佐賀、新潟、秋田、高知、福島、宮崎、米子、石垣 【アジア】 マカオ、ソウル/仁川、釜山、済州、プーケット、ダナン、フーコック                                                                                        |
| スターラックス航空           | 【日本】 東京/成田、大阪/関西、福岡、沖縄/那覇、札幌/新千歳、仙台、熊本、名古屋/中部、函館、大阪/神戸、下地島(チャーター便)(2025年8月22日より運航開始予定) 【アジア】 マカオ、香港、ハノイ、フーコック、クアラルンプール、ペナン（2025年3月30日から2025年10月23日まで一時運休）、クラーク、ジャカルタ                                           |
| キャセイパシフィック航空 ◎   | 香港、東京/成田、名古屋/中部、大阪/関西 |
| 香港エクスプレス航空         | 香港 |
| グレーター・ベイ航空         | 香港 |
| マカオ航空                   | マカオ |
| 吉祥航空 ☆                   | 上海/浦東 |
| 春秋航空                     | 上海/浦東 |
| ジェットスター・ジャパン     | 東京/成田、大阪/関西 |
| Peach Aviation               | 東京/成田、東京/羽田、名古屋/中部、大阪/関西、沖縄/那覇 |
| 大韓航空 △                   | ソウル/仁川、釜山 |
| ジンエアー                   | ソウル/仁川、釜山、大邱、務安 |
| イースター航空               | ソウル/仁川、釜山、清州、済州 |
| チェジュ航空                 | ソウル/仁川、釜山、務安 |
| ティーウェイ航空             | 大邱、済州 |
| エアロK                      | 清州 |
| フィリピン航空               | マニラ |
| セブパシフィック航空         | マニラ、セブ、クラーク |
| フィリピン・エアアジア       | マニラ |
| ロイヤル・エア・フィリピン   | ボラカイ島 |
| ベトラベル航空               | フーコック |
| バンブー・エアウェイズ       | ダナン（チャーター便） |
| ベトジェットエア             | ホーチミンシティ、ハノイ、フーコック、ダナン（チャーター便）、ニャチャン（チャーター便） |
| タイ国際航空 ☆               | バンコク/スワンナプーム |
| タイ・ライオン・エア         | バンコク/ドンムアン、東京/成田、プーケット（チャーター便） |
| タイ・エアアジア             | バンコク/ドンムアン、チェンマイ、沖縄/那覇 |
| タイ・ベトジェットエア       | バンコク/スワンナプーム、大阪/関西、沖縄/那覇、札幌/新千歳 |
| マレーシア航空 ◎             | クアラルンプール |
| エアアジア X                 | クアラルンプール、大阪/関西 |
| エアアジア                   | コタキナバル、福岡(2025年8月15日より運航開始予定) |
| バティック・エア・マレーシア | クアラルンプール、名古屋/中部、大阪/関西（2024年12月8日から2025年3月26日まで一時運休）、沖縄/那覇 |
| スクート                     | シンガポール、札幌/新千歳、東京/成田、ソウル/仁川 |
| ロイヤルブルネイ航空         | バンダルスリブガワン |

### 第2ターミナル
| 航空会社                    | 就航地 |
| --------------------------- | --- |
| チャイナエアライン △        | 【日本】 東京/成田、大阪/関西、名古屋/中部、札幌/新千歳、福岡、沖縄/那覇、高松、広島、熊本、鹿児島、石垣 【中国】 北京/首都、上海/浦東、廈門、成都/天府、広州、深圳 【北米】 ニューヨーク/JFK、フェニックス(2025年12月3日より運航開始予定)、ロサンゼルス/LAX、ロサンゼルス/ONT、サンフランシスコ/SFO、シアトル、バンクーバー 【オセアニア】 ブリスベン、シドニー、メルボルン、オークランド（ブリスベン及びメルボルン経由） |
| エバー航空 ☆                | 【日本】 東京/成田、大阪/関西、福岡、沖縄/那覇、札幌/新千歳、仙台、小松、青森、松山、大阪/神戸 【東アジア】 香港、マカオ、北京/首都、上海/浦東、成都/天府、広州、杭州、ソウル/仁川、釜山(2025年10月21日より運航開始予定) 【東南アジア】 ハノイ、ホーチミン、ダナン、プノンペン、バンコク/スワンナプーム、チェンマイ、クアラルンプール、シンガポール、ジャカルタ、デンパサール、マニラ、セブ、クラーク 【ヨーロッパ】 ロンドン/LHR（バンコク経由）、アムステルダム（バンコク経由）、パリ/CDG、ミュンヘン、ミラノ、ウィーン（バンコク経由） 【北米】 バンクーバー、トロント、シアトル、サンフランシスコ/SFO、ロサンゼルス/LAX、シカゴ、ヒューストン、ダラス（2025年11月3日より就航）、ニューヨーク/JFK 【オセアニア．太平洋】 ブリスベン |
| スターラックス航空          | 【東南アジア】 バンコク/スワンナプーム、チェンマイ、シンガポール、ホーチミン、ダナン、セブ 【北米】 ロサンゼルス/LAX、サンフランシスコ/SFO、シアトル、ロサンゼルス/ONT、フェニックス(2026年1月15日より運航開始予定) 【オセアニア．太平洋】 グアム（チャーター便） |
| マンダリン航空 △            | 廈門 |
| ユニー航空                  | 深圳 |
| 中国国際航空 ☆              | 北京/首都、上海/浦東、成都/天府、重慶、杭州 |
| 中国東方航空 △              | 上海/浦東、青島、南京、寧波、武漢 |
| 中国南方航空                | 上海/浦東、鄭州、広州、深圳、武漢 |
| 海南航空                    | 北京/首都、広州 |
| 厦門航空 △                  | 廈門、福州、杭州 |
| 深圳航空 ☆                  | 深圳 |
| 山東航空                    | 青島 |
| 香港航空                    | 香港 |
| 日本航空 ◎                  | 東京/成田、名古屋/中部 |
| 日本トランスオーシャン航空  | 那覇（2025年度内に就航予定） |
| アシアナ航空 ☆              | ソウル/仁川 |
| エアプサン                  | 釜山 |
| シンガポール航空 ☆          | シンガポール |
| ベトナム航空 △              | ホーチミン、ハノイ |
| KLMオランダ航空 △           | アムステルダム、マニラ |
| ターキッシュ エアラインズ ☆ | イスタンブール |
| エミレーツ航空              | ドバイ |
| エティハド航空              | アブダビ（2025年9月7日より就航） |
| デルタ航空 △                | シアトル |
| ユナイテッド航空 ☆          | サンフランシスコ、グアム |
| ニュージーランド航空 ☆      | オークランド |

### 第3ターミナル
第3ターミナルは、年間旅客処理能力4,500万人を計画し、建築面積は580,000平方メートル。本体工事は2017年5月26日に着工し、段階的に完成および運用開始が予定されている（2025年に北ピア／2026年にメインターミナルと南ピア）。
また、関連して第3滑走路の整備計画もあり、2030年9月に完成する予定である。

### 貨物便
※ △印はスカイチーム・カーゴ加盟航空会社。太字は本空港を拠点とする航空会社。
| 航空会社                             | 就航地 |
| ------------------------------------ | --- |
| チャイナエアライン・カーゴ           | 日本: 東京/成田、名古屋/中部、大阪/関西 東アジア: 香港、廈門、上海/浦東、南京、広州、重慶、深圳、鄭州 東南アジア: マニラ、ホーチミンシティ、ハノイ、バンコク/スワンナプーム、クアラルンプール、ペナン、シンガポール、ジャカルタ 南アジア・中東: ムンバイ、ドバイ/マクトゥーム 欧州: アムステルダム、フランクフルト、ルクセンブルク 北米: アンカレッジ、シアトル、ロサンゼルス、サンフランシスコ、シカゴ/オヘア、ダラス/フォートワース、ヒューストン/IC、アトランタ、ニューヨーク/JFK、マイアミ |
| エバー航空カーゴ                     | 日本: 大阪/関西 東アジア: 香港、廈門、上海/浦東、広州、重慶、深圳 東南アジア: ホーチミンシティ、ハノイ、バンコク/スワンナプーム、クアラルンプール、ペナン、シンガポール 北米: アンカレッジ、ロサンゼルス、シカゴ/オヘア、ダラス/フォートワース、アトランタ、ニューヨーク/JFK |
| JALカーゴ                            | 東京/成田 |
| ANA Cargo                            | 東京/成田 |
| 日本貨物航空                         | 東京/成田 |
| 中国国際貨運航空                     | 上海/浦東 |
| 中国貨運航空 △                       | 上海/浦東 |
| 中国郵政航空                         | 福州 |
| 順豊航空                             | 南京、寧波、深圳 |
| 金鵬航空                             | 広州 |
| キャセイパシフィック・カーゴ         | 香港、東京/成田、大阪/関西 |
| 香港貨運航空                         | 香港 |
| エア・ホンコン                       | 香港 |
| シンガポール航空カーゴ （DHLが運航） | 名古屋/中部 |
| ターキッシュ・カーゴ                 | イスタンブール、アルマトイ、ビシュケク |
| エミレーツ・スカイカーゴ             | ハノイ、ドバイ/マクトゥーム |
| ルフトハンザ・カーゴ                 | フランクフルト、リヤド |
| カーゴルックス航空                   | バンコク/スワンナプーム、シンガポール、ドバイ/マクトゥーム、アシガバット、ルクセンブルク |
| カーゴルックス・イタリア             | ミラノ/マルペンサ、ソウル/仁川、バクー |
| フェデックス・エクスプレス           | 東京/成田、大阪/関西、香港、クラーク、ペナン、シンガポール、アンカレッジ |
| UPS航空                              | ソウル/仁川、香港、アンカレッジ |

ターミナルは航空会社及び出発方別にターミナル1とターミナル2が営業されている。ターミナル間には2分半ごとに無料で運行されている連絡電車（スカイトレイン）が走っている他、深夜時間帯に限りシャトルバス（国光汽車客運運行）も運行されている。

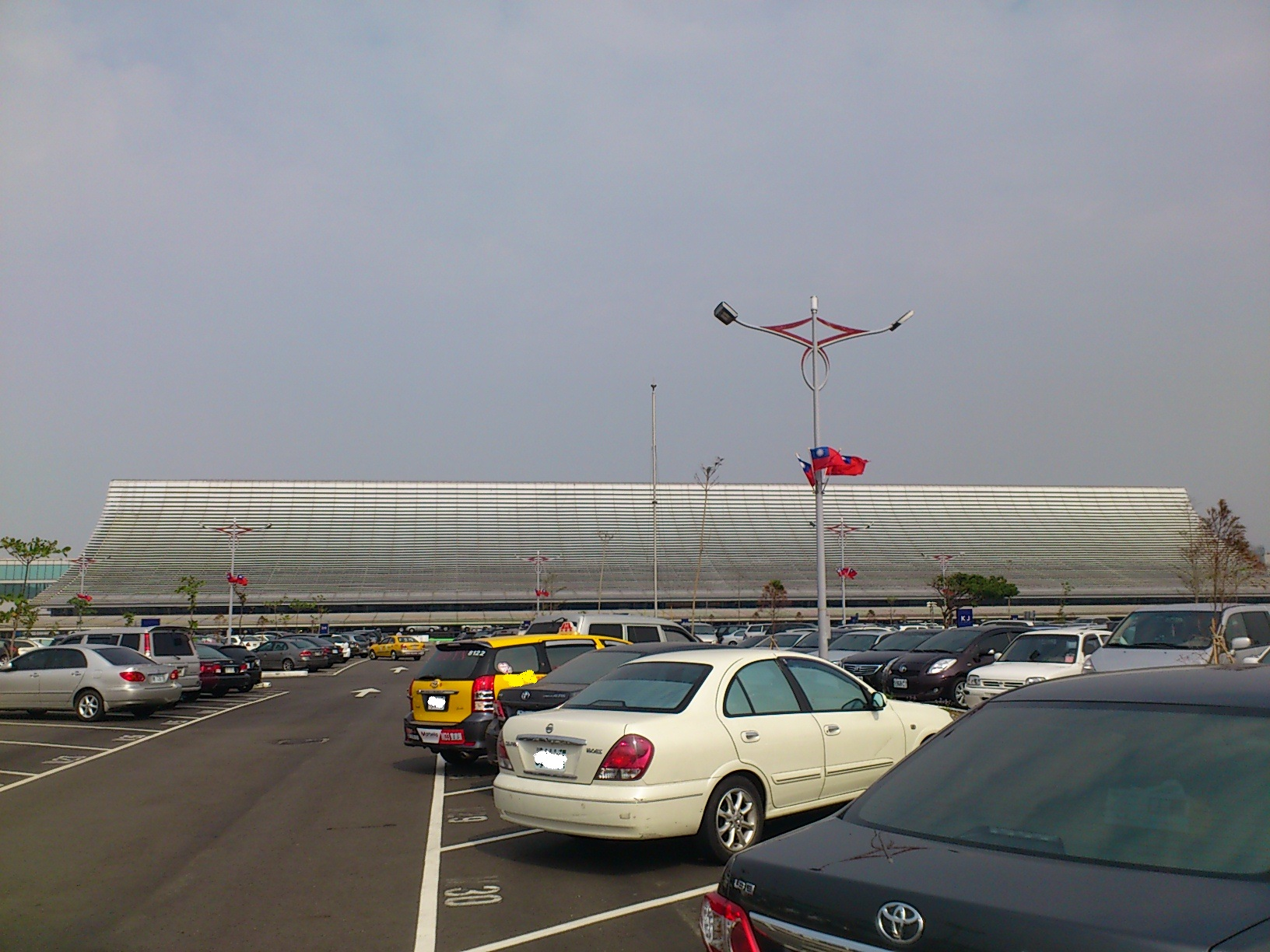
ターミナル1
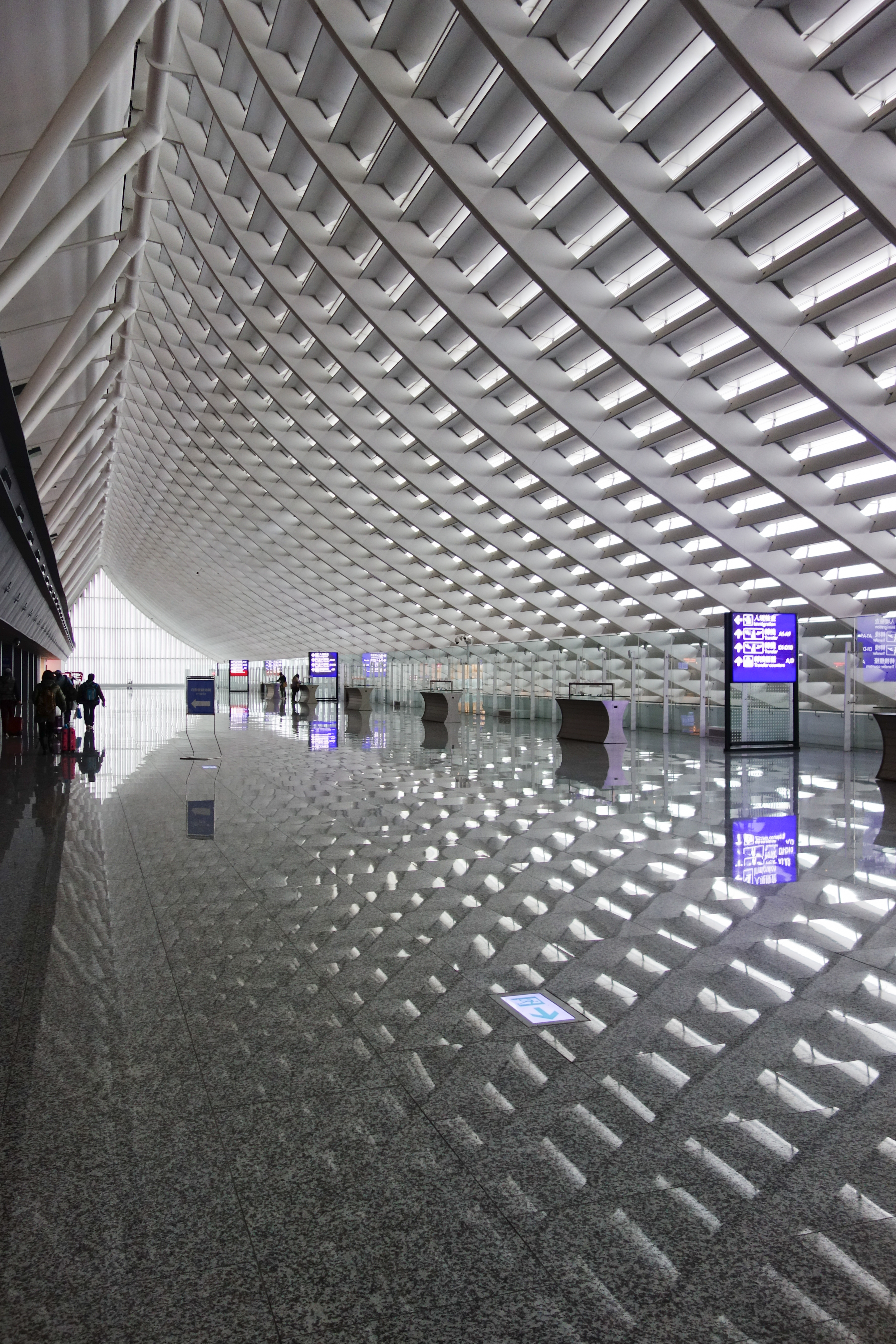
到着エリア 團紀彦の設計によるリノベーション
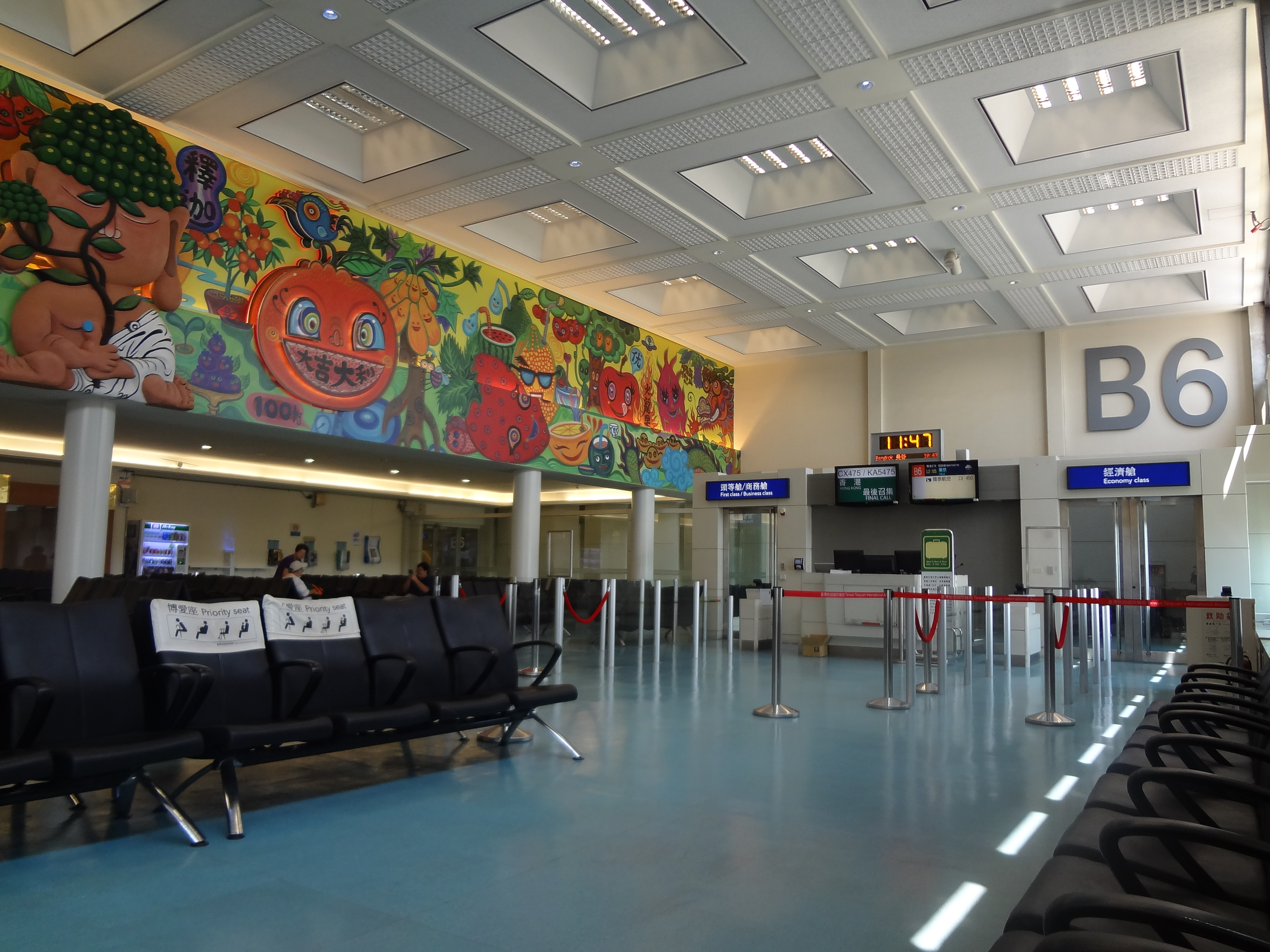
ゲートラウンジの多くに装飾がなされている
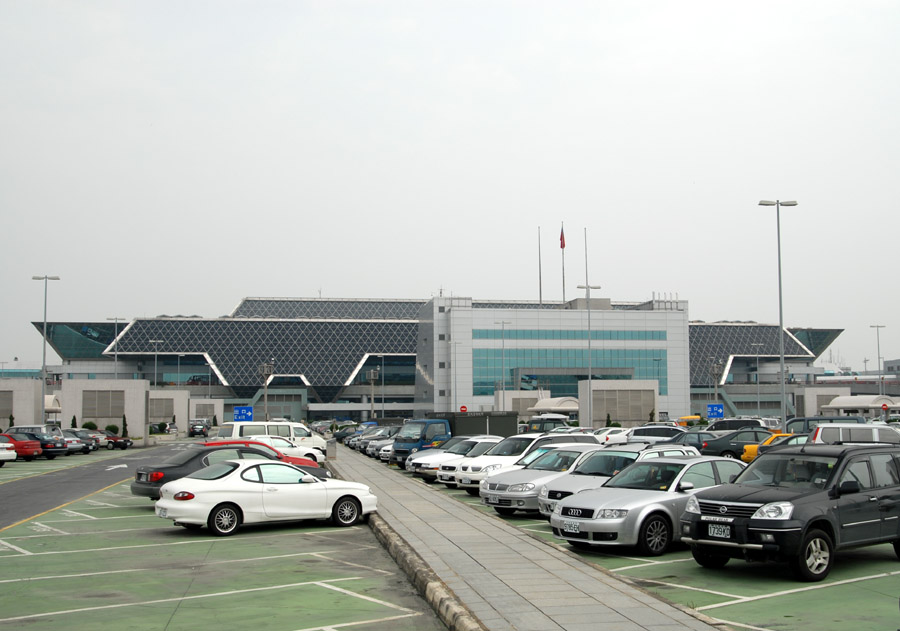
ターミナル2
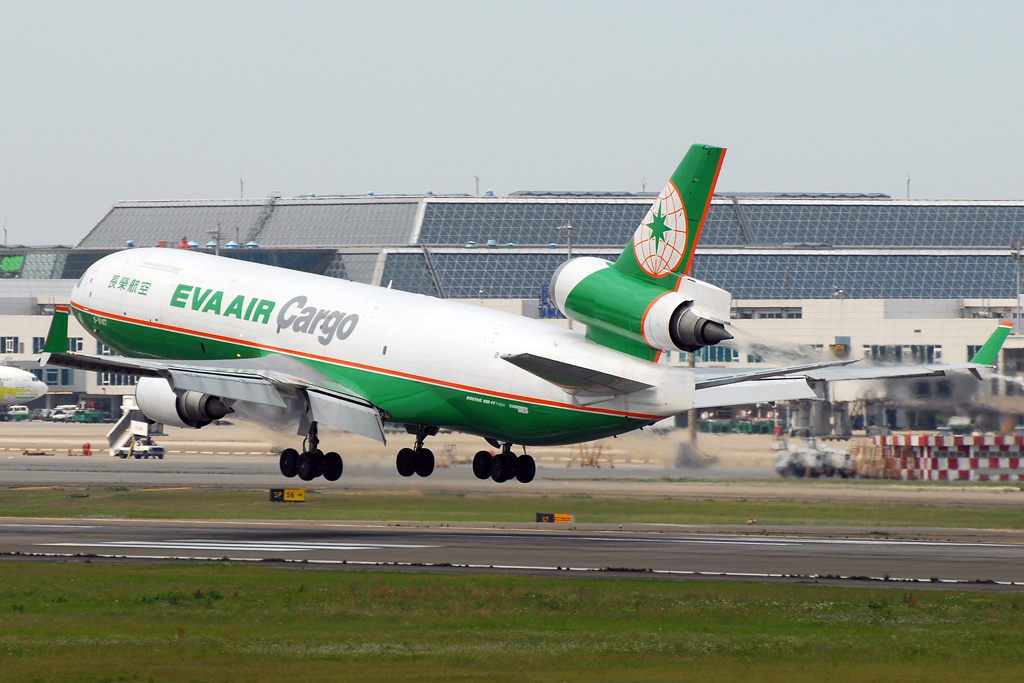
ターミナル2と滑走路
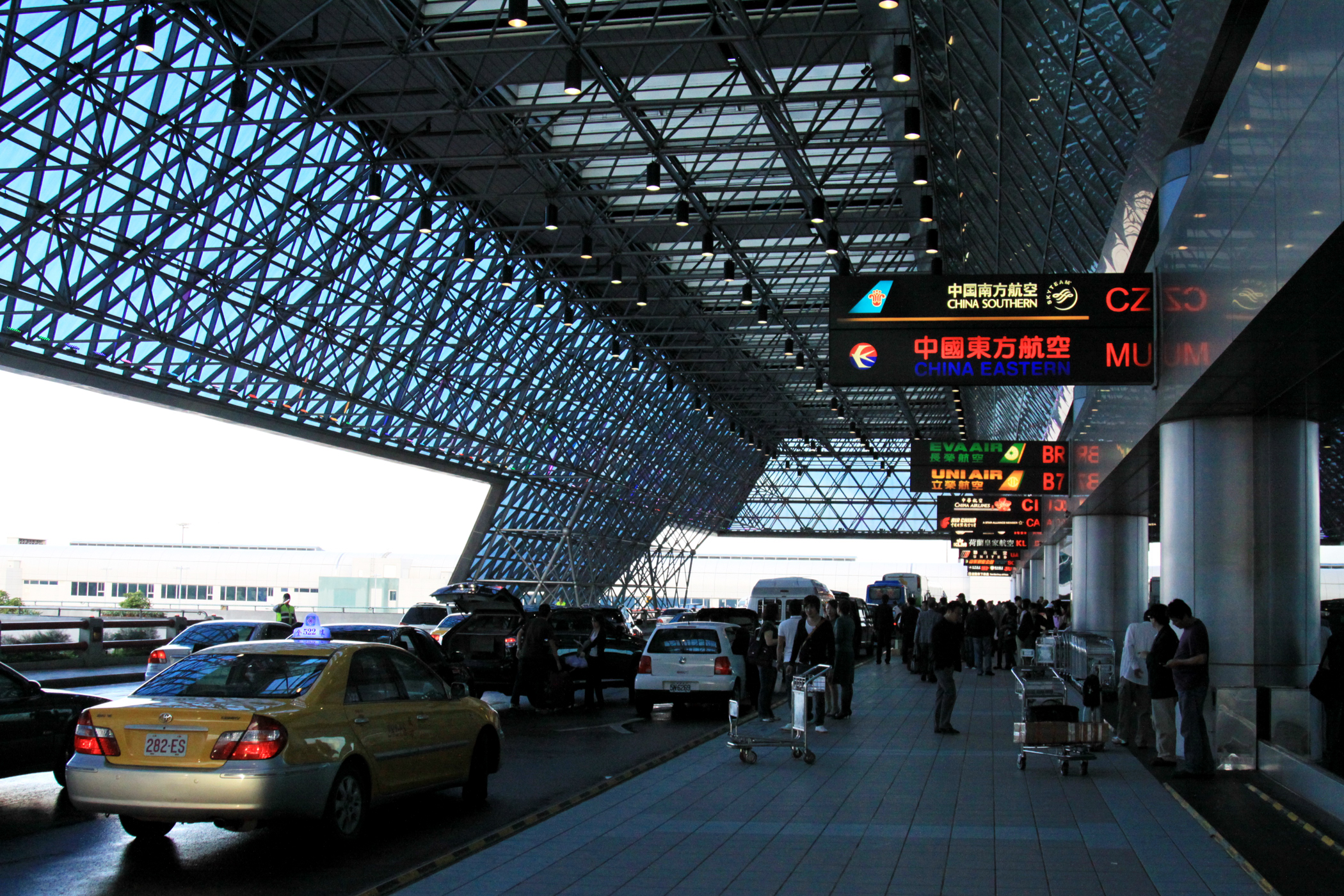
ターミナル2 車寄せ
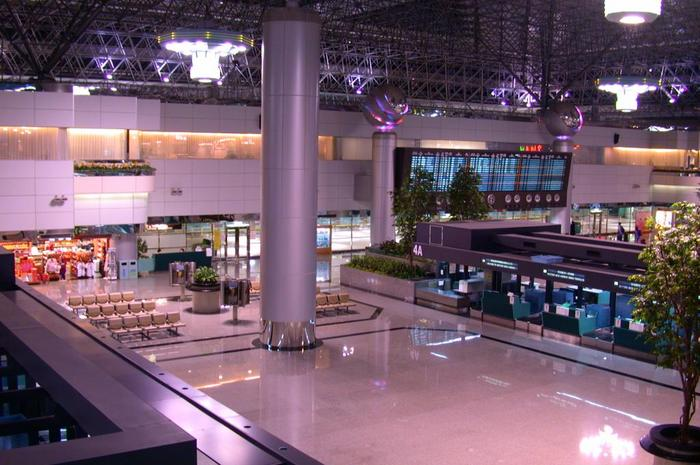
ターミナル2 出発ロビー

## サービス・施設
各ターミナルに設置されている。
- 銀行、両替所、国際ATM
- 中華郵政（郵便局）
- SIMカード販売
- 観光局 トラベルサービスセンター[34]

## ホテル・観光ツアー
- 空港敷地内にホテル「ノボテル桃園国際空港」があり、シャトルバスもしくは桃園機場捷運の機場旅館駅から徒歩2分。
- 国際線の乗り継ぎ時間が7時間以上ある乗客を対象に、無料の観光ツアーを実施している[35]。

## 事件・事故
この空港は、過去にテロ計画の目標とされた事がある。（1995年ボジンカ計画がその例、その際には現在の成田空港も標的にされた。）
- 1998年2月16日 チャイナエアライン676便墜落事故
- 2000年10月31日 シンガポール航空006便離陸失敗事故
- 2010年6月28日、航空機と接続されたボーディング・ブリッジが突然倒壊、航空機との接続口が地面に落下した。幸いなことに死傷者は出なかったが、空港建物との接続は保たれていたため、ボーディング・ブリッジは水平状態を保つことができず、がたがたになってしまった。この事故は、6月6日に馬英九総統が空港の改築工事の視察に訪れた矢先の事故となった。倒壊したボーディング・ブリッジは2005年に韓国のロテムが製造したもので、空港側が約1000万元（新台湾ドル）で購入したものだった[36]。

以下は、本空港を出発した航空機が事故を起こした事例
- 南アフリカ航空295便墜落事故 -1987年11月28日
- 中華航空358便墜落事故 -1991年12月29日
- 中華航空140便墜落事故 -1994年4月26日
- チャイナエアライン611便空中分解事故 -2002年5月25日

## アクセス

### バス

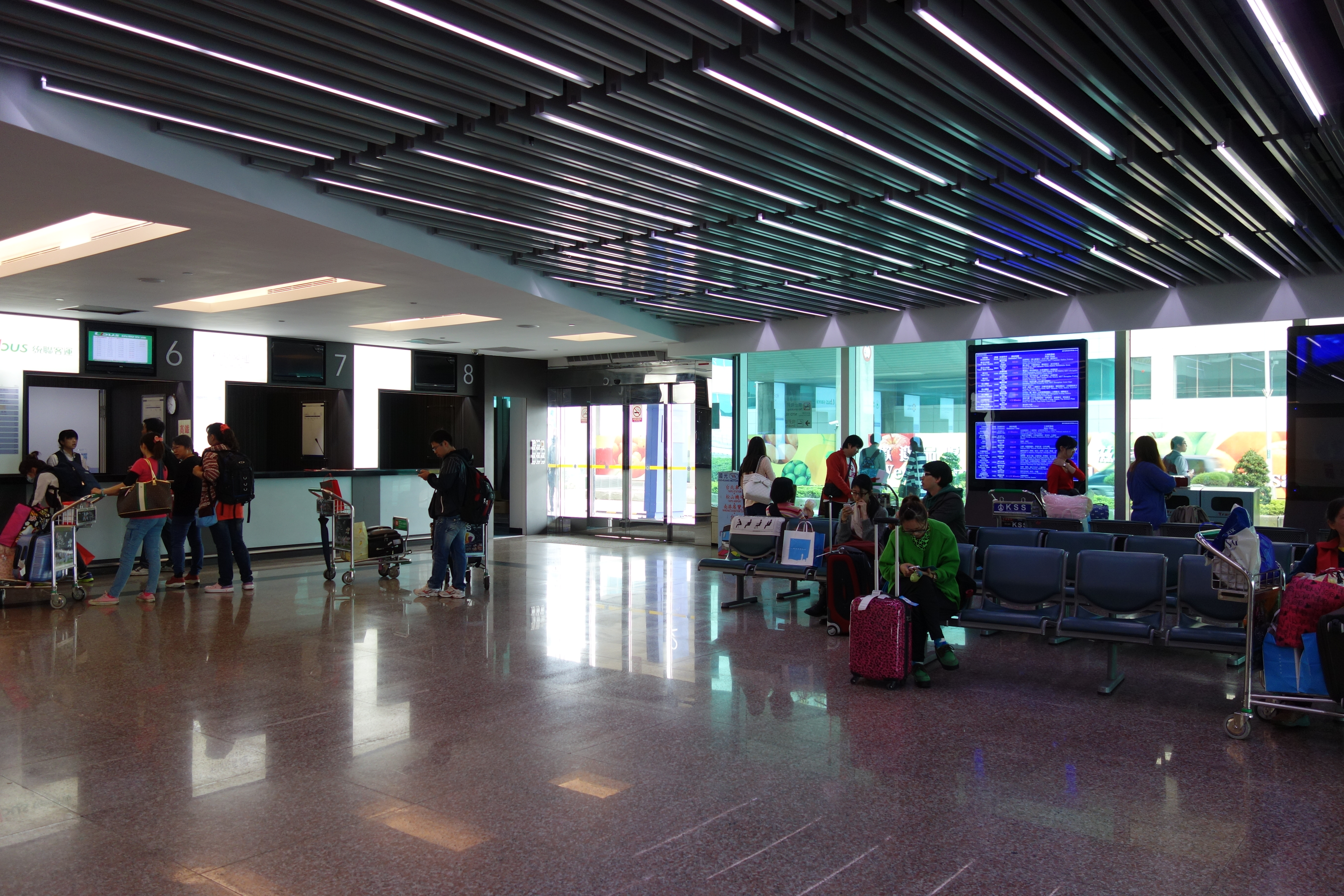
バスターミナル　ターミナル2

空港からは台北市内や近郊の桃園区、中壢区、宜蘭県、台湾中部の主要都市である台中市などへのバス路線が設定されており、特に台湾の政治経済の中心地である台北市中心部と連絡するリムジンバスは数社により頻繁に運行され、渋滞時を除いて50分程度で連絡している。国光客運の台北駅行き1819番高速バス、統聯客運の台中駅行き1623番高速バス、中壢服務区行き1627番高速バス、羅東転運站行き1661番高速バスは24時間運行されている。深夜はMRTの運行が停止するために、空港からの移動手段はタクシーかバスのみとなる。
詳細は 客運バス（台湾桃園国際空港） を参照のこと。
また、台湾高速鉄道桃園駅と連絡するシャトルバスが統聯客運（U-BUS 705番）により運行されていた。所要時間は約15分で20分に1本となっていたが、桃園機場捷運開業後は減便の末に2019年7月以降は廃止となった。

### タクシー
各ターミナルより乗車できる。深夜時間帯に限り、相乗りで定額運賃となる"共乗"が利用できる。

### 捷運（MRT）
2017年3月2日、空港と台北市内を連絡する捷運路線である桃園機場捷運が開業した。台北車站駅から空港及び台湾高速鉄道桃園駅を経由して桃園市中壢区の環北駅（将来的には台湾鉄路管理局中壢車站駅にも延伸接続）までを連絡し、台北駅まで最短で35分のアクセスとなる。
- ターミナル1地下：機場第一航廈駅
- ターミナル2地下：機場第二航廈駅
- ホテル、オフィス、整備地区：機場旅館駅